# McFarland (Wisconsin)
McFarland è un villaggio degli Stati Uniti d'America, situato in Wisconsin, nella contea di Dane. È stata fondata nel 1856 da William Hugh McFarland 